# Golfdraakvis
De golfdraakvis (Hydrolagus alberti) is een vis uit de familie kortneusdraakvissen. De vis komt voor in de Atlantische Oceaan en met name in de open wateren rond Mexico, de Verenigde Staten en waarschijnlijk Suriname. De soort komt voor op diepten van 348 tot 1100 m. De vis kan een lengte bereiken van 96 cm.